# Kruis (symbool)

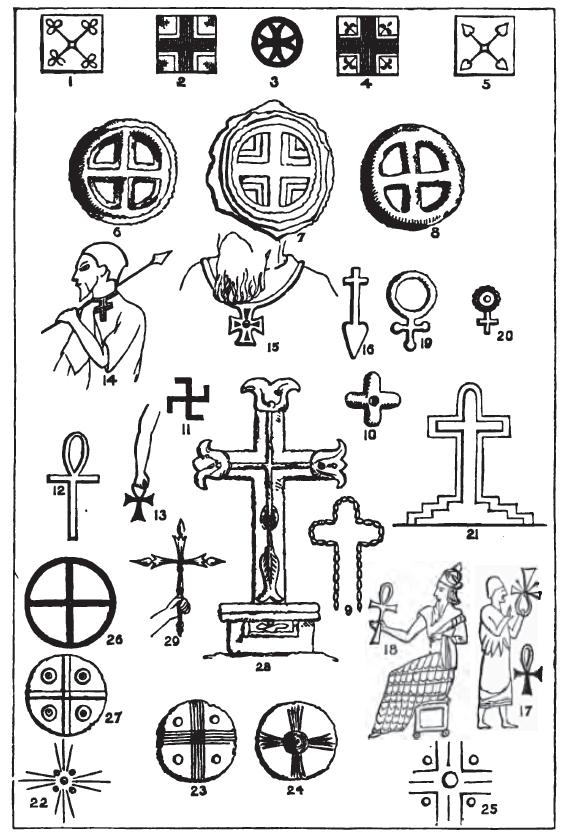
Verschillende soorten kruisen

Het kruis is een van de meest voorkomende symbolische tekens. Het is vooral bekend als symbool voor het christendom, maar is ook symbool voor andere zaken.
De gangbare christelijke kruissymboliek gaat terug op de kruisdood van Jezus Christus. In het Romeinse Rijk was een houten kruis een instrument om misdadigers ter dood te brengen door kruisiging. Vanwege het geloof in de verrijzenis van Christus werd het kruis onder christenen echter een symbool voor eeuwig leven. Bij kruisigingen bij de Romeinen hadden kruisen waarschijnlijk meestal een T-vorm. Deze vorm wordt 'Tau-kruis' of Antoniuskruis genoemd en is in de christelijke symboliek een oud symbool van goddelijke uitverkiezing. 
Wat de vorm betreft herinnert het kruis ook aan het hamersymbool, Thors hamer, een geliefd amulet bij de Germanen.
In het koloniale tijdperk ontmoeten Europese ontdekkingsreizigers en missionarissen soms culturen waarin het kruis een symbolische waarde had. Deze werden door de Europeanen vaak ten onrechte opgevat als een teken dat er al missionarissen waren langsgekomen. In werkelijkheid ging het echter vaak om symbolen, uit de betreffende culturen, die niets met het christendom te maken hadden. Het kruis in de tempel van de Mayastad Palenque in Yucatán stelde in werkelijkheid bijvoorbeeld een kosmische boom voor.
In de symboliek stelt het kruis in de eerste plaats een oriëntering in de ruimte weer, het snijpunt van links/rechts en boven/beneden, en verbeeldt ook een mensengedaante met uitgestrekte armen. In dualistische stelsels symboliseert het de vereniging van tegengestelden en de totaliteit van het zijn. Het kruis is symbool voor viervuldigheid als alleen de hoekpunten geteld worden, en vijfvuldigheid met het centrum (het zelf, de aarde) erbij. Uit heel wat culturen zijn afbeeldingen bekend van een wereldbeeld waarin een kruis voorkomt, bijvoorbeeld in de Oudmexicaanse 'Codex Fejérváry-Mayer' waarin een kruisvormig gestructureerd kosmogram is afgebeeld. Het kruis binnen een cirkel (het 'wielkruis') symboliseert niet alleen een kosmologie, maar is ook zinnebeeld van de vier jaargetijden.
Een veel ouder kruis komt voor in het zonnerad.

## Bescherming
In het christendom, wordt het kruis gezien als een beschermend symbool tegen het kwaad.